# Lactobacillus
Lactobacillus är ett släkte mjölksyrabildande, icke sporbildande, grampositiva bakterier, som därmed har egenskapen att kunna jäsa olika sockerarter till mjölksyra. Bakterien lever i anaeroba miljöer, men är inte känslig mot syrgas och kan därmed få energi både genom närvaro av syrgas och genom olika jäsningsprocesser utan syretillgång – fakultativt anaerob. Andra bakteriesläkten med samma mjölksyrabildande egenskaper som Lactobacillus är Leuconostoc, Enterococcus, Pediococcus, Streptococcus och Lactococcus.

## Metabolism

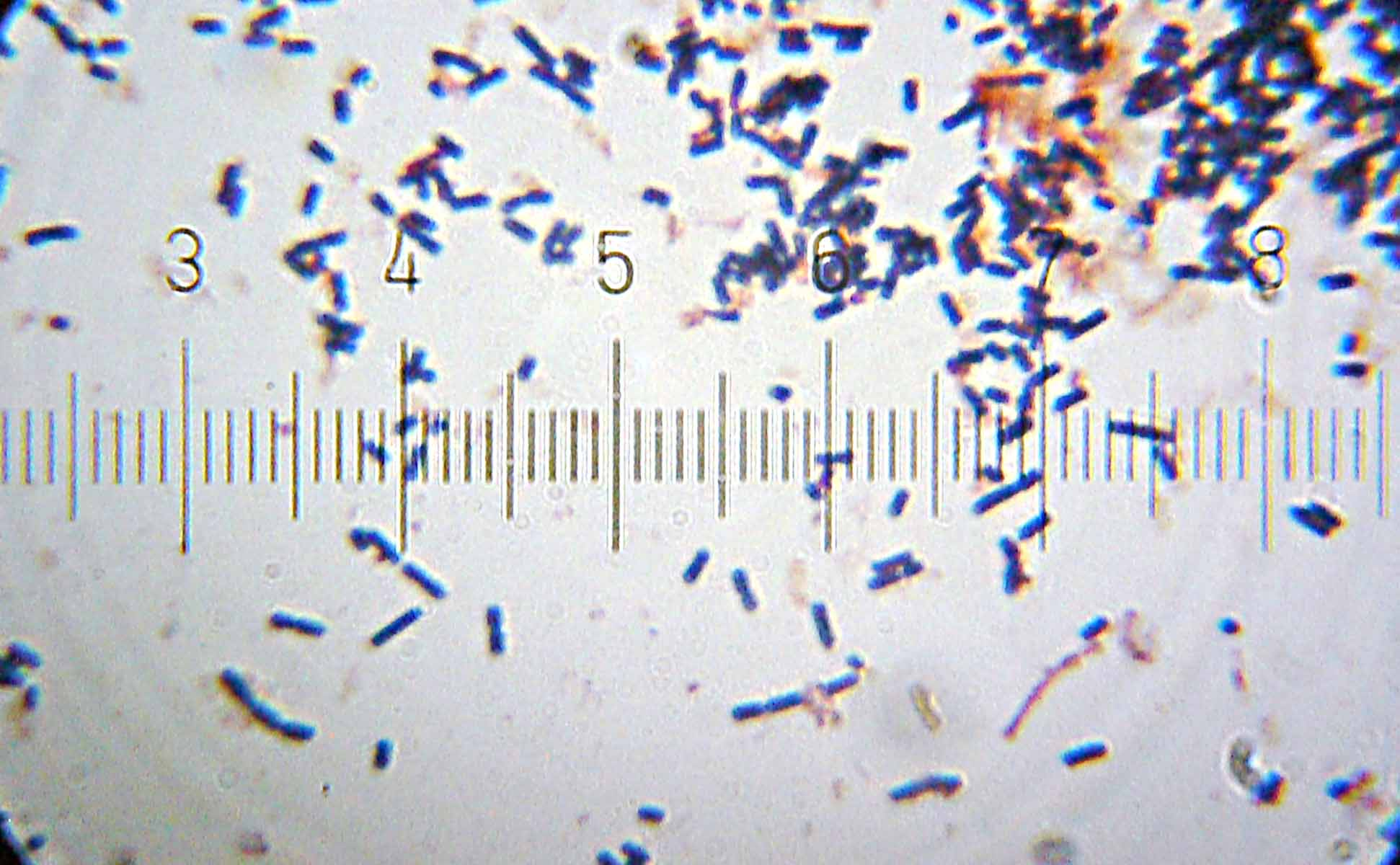
Gramfärgade Lactobacillus acidophilus. Avståndet mellan varje streck är 1,2 µm

Lactobacillus, tillsammans med de andra mjölksyrabildande bakteriesläktena, delas in i en homofermentativ, en heterofermentativ eller en fakultativ grupp beroende på vilken typ av ämnesomsättning de har. Den homofermentativa gruppen, dit Lactobacillus främst hör, bildar enbart mjölksyra som jäsningsprodukt, medan de heterofermentativa bakterierna dessutom bildar koldioxid samt ättiksyra eller etanol. Mjölksyrabakterier tillhörandes den fakultativa gruppen kan antingen vara homofermentativa eller heterofermentativa, vilket L. plantarum .
Det som skiljer Lactobacillus från de övriga mjölksyrabildande bakterierna är dess skilda DNA-sammansättning. De är normalt dessutom mer resistenta mot sura betingelser och växer bra vid så låga pH-värden som 4. Genom användning av ett surt kolhydratinnehållande medium kan bakterierna selektivt isoleras från naturliga material, där deras motståndskraft mot syran gör att de kan fortsätta växa under naturlig jäsning trots det låga pH-värdet. Resultatet blir således att när de andra mjölksyrabildande bakterierna slutat växa, fortsätter laktobacillerna mjölksyraproduktionen och svarar därmed för de sista stadierna av de flesta mjölksyrabildningarna. 

## Förekomst
Lactobacillus påträffas vanligtvis i livsmedel, i allmänhet mejeriprodukter, däribland yoghurt, surkål, filmjölk, kombucha, acidophilus mjölk (A-fil), kärnmjölk, vattenkefir, smör och ost. Bakterierna förekommer inte alltid naturligt i produkterna utan de tillsätts i syfte att omvandla (jäsa) sockerarten laktos till mjölksyra. Omvandlingen från laktos till mjölksyra är en fördel för de människor som är överkänsliga mot laktos och saknar utsöndringen av det laktosnedbrytande enzymet laktas. I processen när man fermenterar surkål formerar sig och multipliceras de mjölksyrabakterierna som lever naturligt i grönsakerna. Andra positiva effekter ges också i form av ökat näringsinnehåll, ökad hållbarhet samt förändrad smak och konsistens hos livsmedlen.
Grönsaksinläggningar, såsom surkål, inlagd gurka och peperoni samt ensilage som djurfoder bygger traditionellt också på omvandling av sockerarter till mjölksyra. I industriell tillverkning förfuskar man ofta detta och lägger in grönsakerna i ättika istället varvid inga bakterier är verksamma.
Lactobacillus går även att hitta i människans normala bakterieflora, och har en positiv effekt på matsmältningen samt hälsan. Det beror på att produktionen av mjölksyra bevisligen påverkar toxiska och patogena bakteriers möjligheter till överlevnad. Därmed är laktobacillerna aldrig, eller mycket sällan, patogena.

## Några olika arter avLactobacillus
Lactobacillus acidophilus - används vid framställning av olika typer av kulturmjölk, främst i acidophilus mjölk (A-fil). L. acidophilus kan också påträffas i munhålan hos personer med mycket karies, och de finns även i slidans vägg hos kvinnor genom att östrogen framkallar glykogenbildning i slidan. L. acidophilus använder sockerarten glykogen som näring och producerar mjölksyra i syfte att balansera surhetsgradens i slidan.
Lactobacillus plantarum - den art av Lactobacillus som är aktiv vid grönsaksinläggningar och har därmed konserverande egenskaper. Surkål, oliver, peperoni och pickels är några exempel på produkter där L. plantarum varit och är verksam. Detta under förutsättning att inläggningen inte är gjord med ättika utan verkligen är syrad på naturlig väg.
Lactobacillus bulgaricus - bakterien bidrar med smaken i yoghurt, samtidigt som den omvandlar laktos till mjölksyra.  
Lactobacillus casei - bakterien går att finna i människans tarm, där den binder till tarmluddet, samt har förmågan att föröka antalet andra nyttiga bakterier inklusive sig själv och förekommer naturligt i vissa sorters bär och vin. L. casei används främst vid framställning av ost, men kombineras även med andra mjölksyrabakterier i diverse yoghurtar. Vetenskaplig dokumentation av nyttan av probiotika saknas emellertid.